# Джером Адамс
Джером Майкл Адамс (народився 22 вересня 1974 р.) — американський анестезіолог та віце-адмірал у Комісії з питань охорони здоров'я США, який в даний час займає посаду 20-го генерального хірурга США. До того, як стати генеральним хірургом, він працював комісаром з питань охорони здоров'я штату Індіана, з 2014 по 2017 рік. 29 червня 2017 року президент Дональд Трамп призначив Адамса на посаду генерального хірурга США. Адамса було затверджено Сенатом США 3 серпня 2017 року. Він вступив на посаду 5 вересня 2017 року.

## Раннє життя та освіта
Адамс — син Річарда та Едрени Адамса з Меканіксвілл (Меріленд), виріс на сімейній фермі. Він відвідував Chopticon High School, який закінчив у 1992 році, у топ-5 % свого класу. Потім він відвідував Університет штату Меріленд Балтімор через стипендію Мейєргоффа на повне навчання — грант, присвячений студентам меншин, які цікавляться науками. Адамс отримав ступінь бакалавра наук з біохімії та бакалавра мистецтв з біопсихології. Навчався у Нідерландах та Зімбабве .
Адамс відвідував медичну школу в Медичній школі університету Індіани як науковий співробітник «Eli Lilly and Company» . Він також отримав ступінь магістра охорони здоров'я в Каліфорнійському університеті в Берклі в 2000 році, з акцентом на профілактику хронічних захворювань. Адамс закінчив стажування з внутрішньої медицини (2002—2003) в лікарні Сент-Вінсент Індіанаполіс, а також резиденцію з анестезіології (2003—2006) в університеті Індіани. Він сертифікований анестезіолог.

## Кар'єра

### Приватна практика та наукові установи
Після двох років приватної практики в лікарні Ball Memorial, Адамс був призначений доцентом анестезіології в університеті Індіани. Він написав декілька наукових праць та розділів книг, включаючи розділи в Посібнику з анестезії для виживання студентів, підході, що базується на конкретних випадках та редакційному матеріалі в Американському журналі громадського здоров'я, «Are Pain Management Questions in Patient Satisfaction Surveys Driving the Opioid Epidemic?» .

### Комісар з питань охорони здоров'я штату Індіана
У жовтні 2014 року Адамс був призначений комісаром з питань охорони здоров'я штату Індіана. Спочатку він був призначений губернатором Майком Пенсом, а потім знову призначений новообраним губернатором Еріком Холкомбом у 2017 році. У цій ролі він наглядав за комісіями з охорони здоров'я та лабораторних служб, охорони здоров'я та людських служб, з питань якості та регулювання охорони здоров'я та з питань запобігання та припинення тютюнопаління; він також служив у ролі секретаря Індіана Державного департаменту Виконавчого комітету охорони здоров'я, у ролі голови Державного комітету Індіани Trauma Care, у ролі президента Фонду Здоров*я Хузьера. Під час епідемії ВІЛ-інфекції у 2015 році Адамс спочатку виступав проти програм обміну голок, на «моральних» підставах, але згодом змінив свою позицію, оскільки випадки продовжували зростати.

### Генеральний хірург США

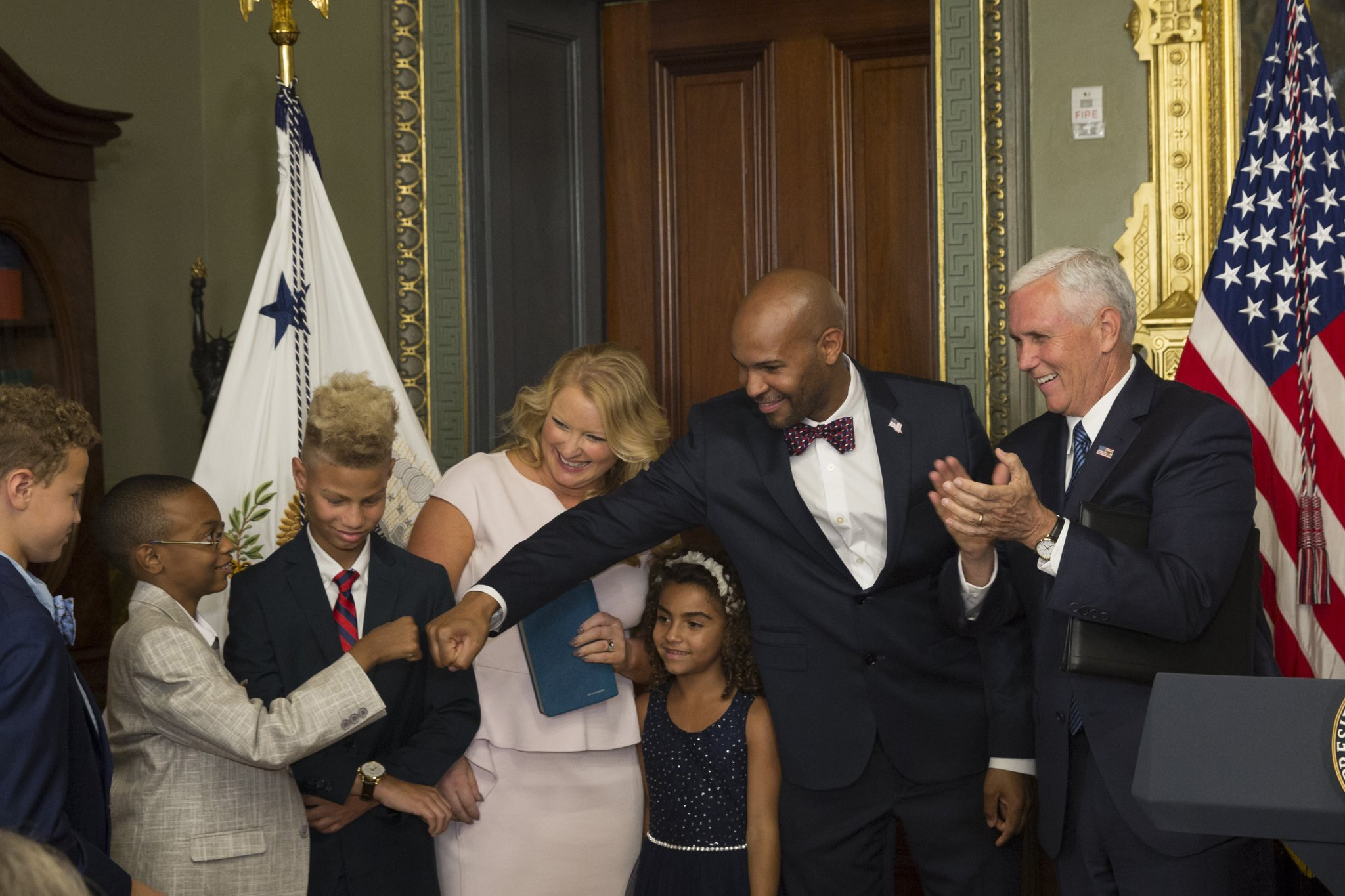
Віце-президент США Майк Пенс приймає присягу Адамса генеральним хірургом США 5 вересня 2017 року.

29 червня 2017 року президент Дональд Трамп призначив Адамса наступним генеральним хірургом США. На посаду його затвердили 3 серпня 2017 року. Після свого підтвердження Адамс сказав, що боротьба з епідемією опіоїдів разом з нелікованими психічними захворюваннями буде двома його основними пріоритетами.
У квітні 2018 року Адамс закликав американців, яким загрожує передозування опіоїдів, а також їхню родину та друзів, застосовувати антидот, що продається без рецепта, щоб допомогти боротися зі зростаючими летальними випадками. У травні 2018 року Адамс відреагував на оперативну медичну допомогу під час польоту в Джексон, штат Міссісіпі.
У вересні 2018 року Адамс розпочав кампанію разом з іншими посадовими особами охорони здоров'я з пропаганди сезонних щеплень проти грипу. Під час епідемії грипу 2017 року, загинуло близько 80 000 американців, найбільша кількість смертей принаймні за чотири десятиліття, за словами директора CDC Роберта Редфілда . З 180 дітей, які загинули, 80 відсотків були невакциновані.

#### Пандемія коронавірусу

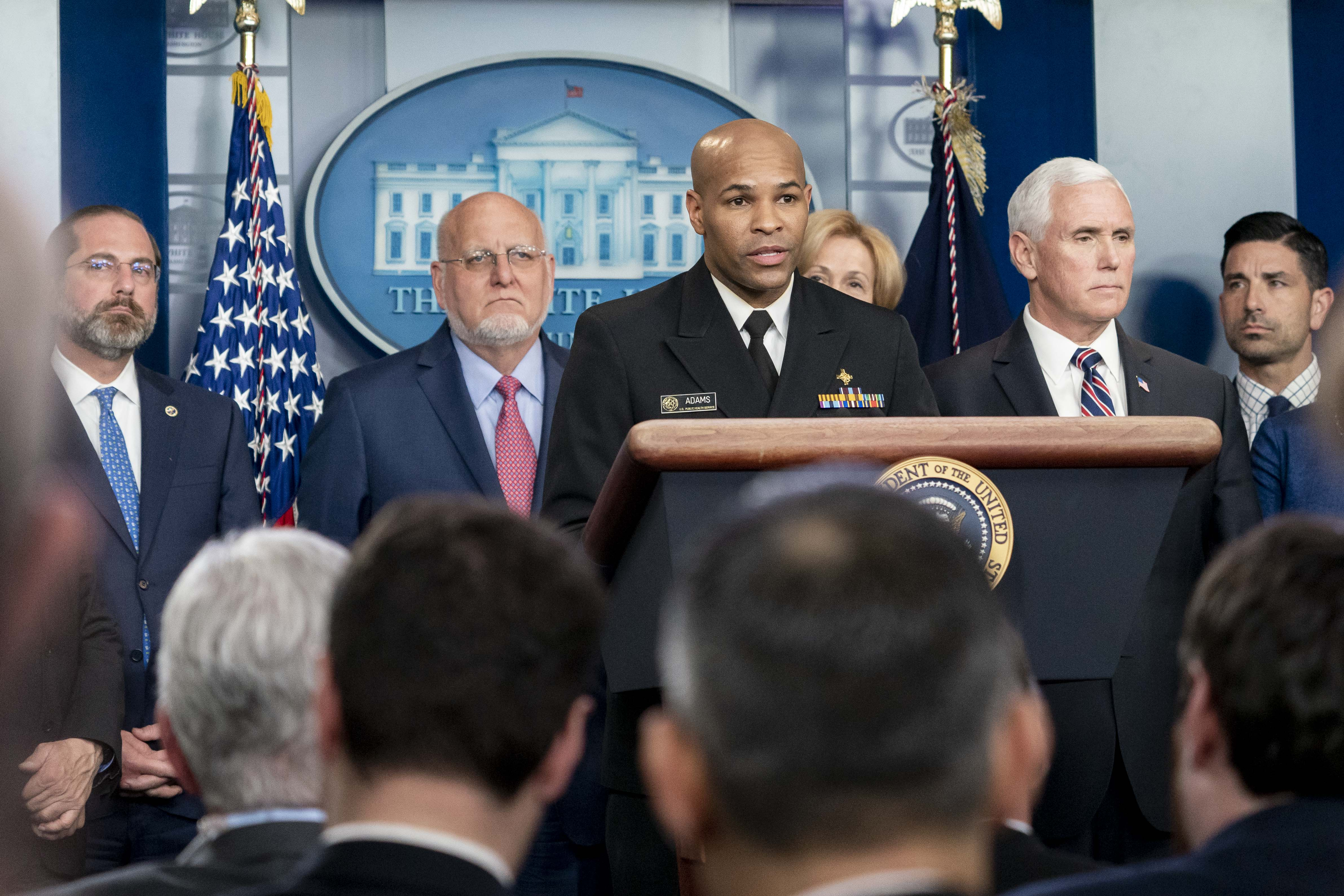
Адамс виступає з прес-корпусом Білого дому щодо COVID-19 у березні 2020 року

У лютому 2020 року Адамс був призначений в робочу групу з боротьби з пандемією COVID-19 . Адамс спочатку закликав людей не купувати або використовувати маски для обличчя на публіці, оскільки він сказав, що вони не є ефективними у запобіганні коронавірусу, який викликає COVID-19. Пізніше Адамс відмовився від цієї рекомендації, оскільки сказав, що з'явилася нова інформація про безсимптомне поширення вірусу.

## Нагороди та відзнаки
|  |  |  |  |  |  |  |  |  |

|  | Видатна медаль служби охорони здоров'я                      |
|  | Подяка підрозділу служби охорони здоров'я                   |
|  | Нагорода Служби охорони здоров'я в умовах кризових ситуацій |
|  | Медаль гуманітарної служби                                  |
|  | Стрічка регулярного корпусу охорони здоров'я                |

## Особисте життя
Адамс та його дружина Лейсі мають трьох дітей.